# Tomohiko Hoshina
Tomohiko Hoshina (Fuji, Prefectura de Shizuoka, Japón, 7 de abril de 1987) es un judoca nipo-filipino, nacido en Japón de padre japonés y madre filipina. Ha participado en diferentes torneos y eventos deportivos a nivel nacional e internacional, como en los Campeonatos Mundiales y Juegos del Sudeste Asiático, representando a las Filipinas como su segunda patria. Además participa en la categoría de 125 kg y con una altura de 180 cm/5'11 en la rama masculina. En los Juegos Olímpicos de Londres 2012, compitira representando a las Filipinas.